# 高崇
高崇（1421年—？），字惟志，山東兖州府金鄉縣人，民籍。明朝政治人物。進士出身。

## 生平
山東鄉試第二十一名。正統十三年（1448年）戊辰科會試一百三十二名，殿試登進士第三甲第一名，除戶科給事中，天順二年陞浙江右參議。

## 家族
曾祖高伯矩，曾任元東平路總管。祖父高翥。父亲高瑛。

## 延伸阅读
[在维基数据编辑]
 《魏書·卷77》，出自魏收《魏书》